# فریدریک انگل
فریدریک انگل (انگلیسی: Friederike Engel؛ زادهٔ ۱۲ اوت ۱۹۸۷) بازیکن فوتبال اهل آلمان است.